# Gaspar (Santa Catarina)
Pour les articles homonymes, voir Gaspar.
Gaspar est une ville brésilienne de l'État de Santa Catarina.

## Généralités
Sur la superficie totale de la municipalité, 40 km2 sont situés en zone urbaine et 346 km2 en zone rurale. Le point le plus haut de la municipalité est le Morro do Cachorro, situé à la frontière entre Gaspar, Massaranduba et Luiz Alves.
Les principales activités de la municipalité sont l'industrie, le commerce et l'agriculture (notamment la culture du riz).
Une partie du territoire de la municipalité fait partie du parc national de la Serra do Itajaí.

## Géographie
Gaspar se situe dans la vallée du rio Itajaí, à une latitude de 26° 55′ 53″ sud et à une longitude de 48° 57′ 32″ ouest. Son altitude est de 18 mètres. Sa population était de 57 958 habitants au recensement de 2010. La municipalité s'étend sur 386 km2.
Elle fait partie de la microrégion de Blumenau, dans la mésorégion de la Vallée du rio Itajaí.

## Villes voisines
Gaspar est voisine des municipalités (municípios) suivantes :
- Luiz Alves
- Ilhota
- Itajaí
- Brusque
- Guabiruba
- Blumenau
- Massaranduba